# Hondeghem
Hondeghem é uma comuna francesa na região administrativa de Altos da França, no departamento do Norte. Estende-se por uma área de 12.6 km². Em 2010 a comuna tinha 956 habitantes (densidade: 75,9 hab./km²).